# Booker Woodfox
Booker Woodfox, né le 6 septembre 1986 à Dallas au Texas, est un joueur américain de basket-ball.